# Васьківці (Шепетівський район)
Ваські́вці — село в Україні, у Ізяславській міській громаді Шепетівського району Хмельницької області. Населення становить 561 особу (2001).
Розташоване в центральній частині Ізяславської міської громади, на правому березі річки Горинь, за 8 км на південний захід від центру громади та за 100 км на північ від обласного центру.

## Історія
У 1906 році село Ізяславської волості Ізяславського повіту Волинської губернії. Відстань від повітового міста 2 верст, від волості 3. Дворів 154, мешканців 1084.
Протягом 1907–1917 років село у складі Заславського ключа Заславського майорату князів Санґушків.
7 (20) листопада 1917 року, відповідно до Третього Універсалу Української Центральної Ради, увійшло до складу Української Народної Республіки.
Колишній орган місцевого самоврядування — Клубівська сільська рада.
12 червня 2020 року, відповідно до розпорядження Кабінету Міністрів України № 727-р «Про визначення адміністративних центрів та затвердження територій територіальних громад Хмельницької області», увійшло до складу Ізяславської міської територіальної громади.
19 липня 2020 року, в результаті адміністративно-територіальної реформи та ліквідації Ізяславського району, село увійшло до складу новоутвореного Шепетівського району

## Населення

### Мова
Розподіл населення за рідною мовою за даними перепису 2001 року:
| Мова       | Кількість | Відсоток |
| ---------- | --------- | -------- |
| українська | 835       | 99.64 %  |
| російська  | 3         | 0.36 %   |
| Усього     | 838       | 100 %    |

## Відомі люди
У селі 1945 року народився естрадний співак, народний артист України — Василь Зінкевич.

## Галерея

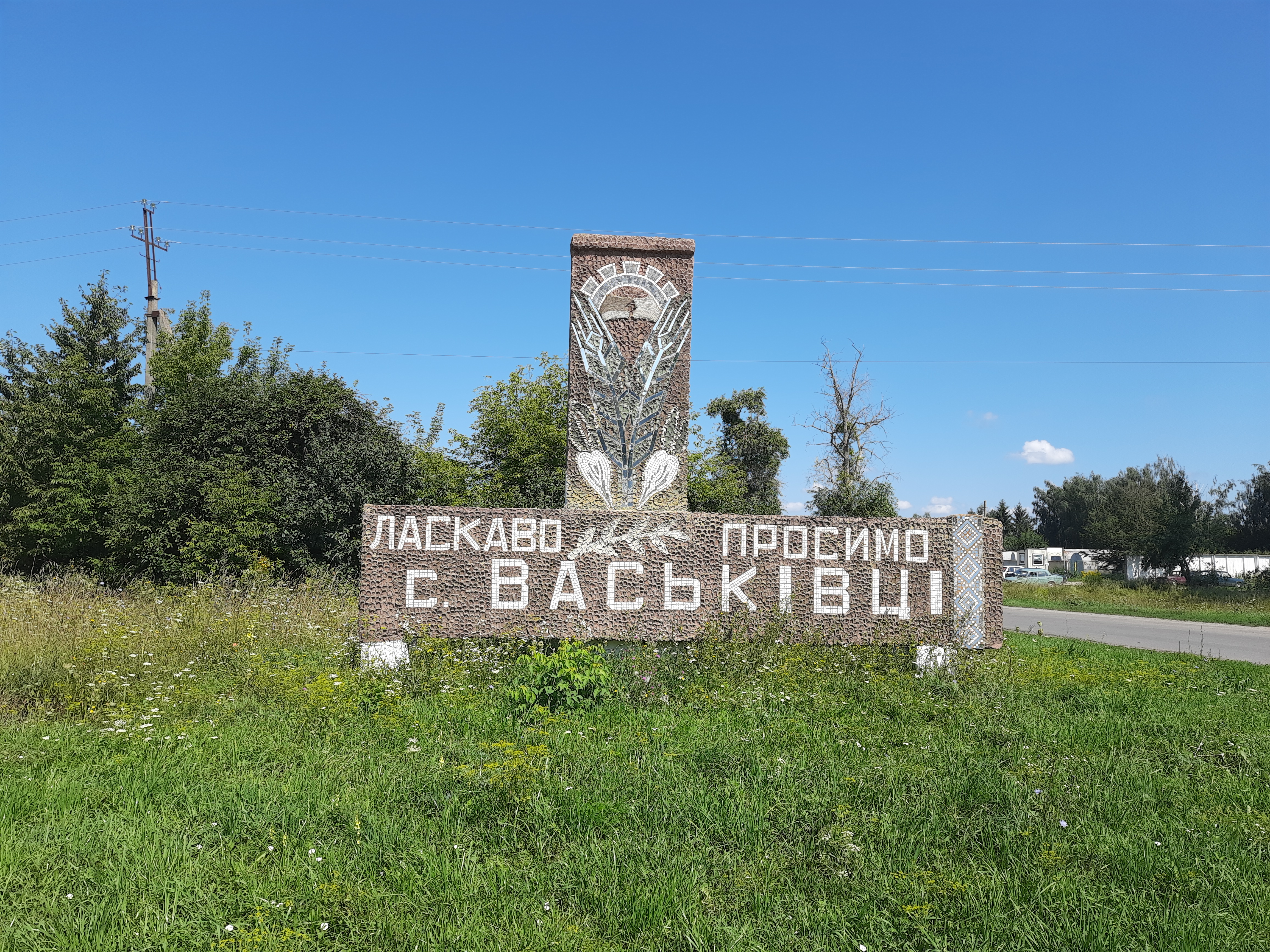
Знак при в'їзді в село
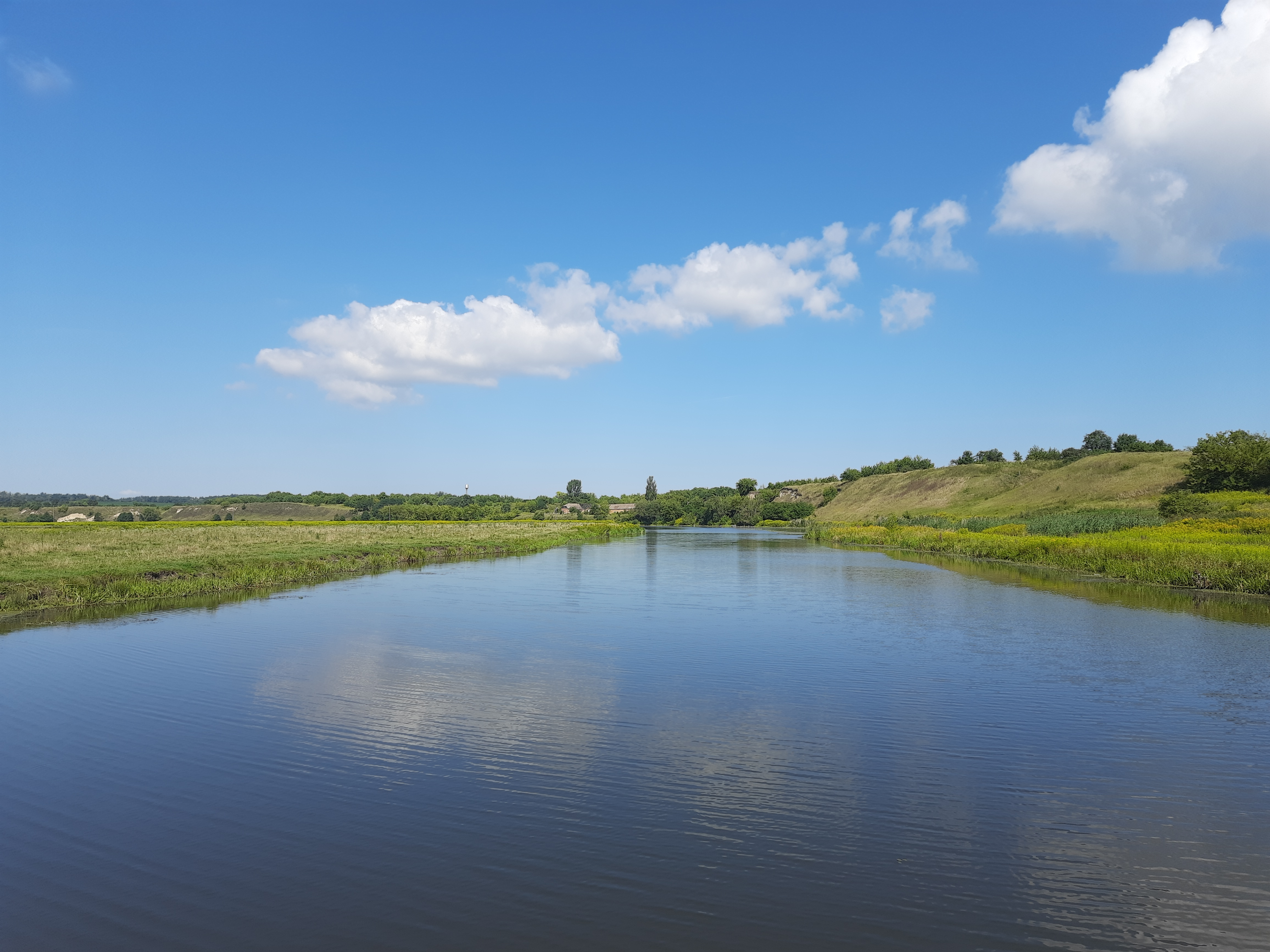
Річка Горинь біля села
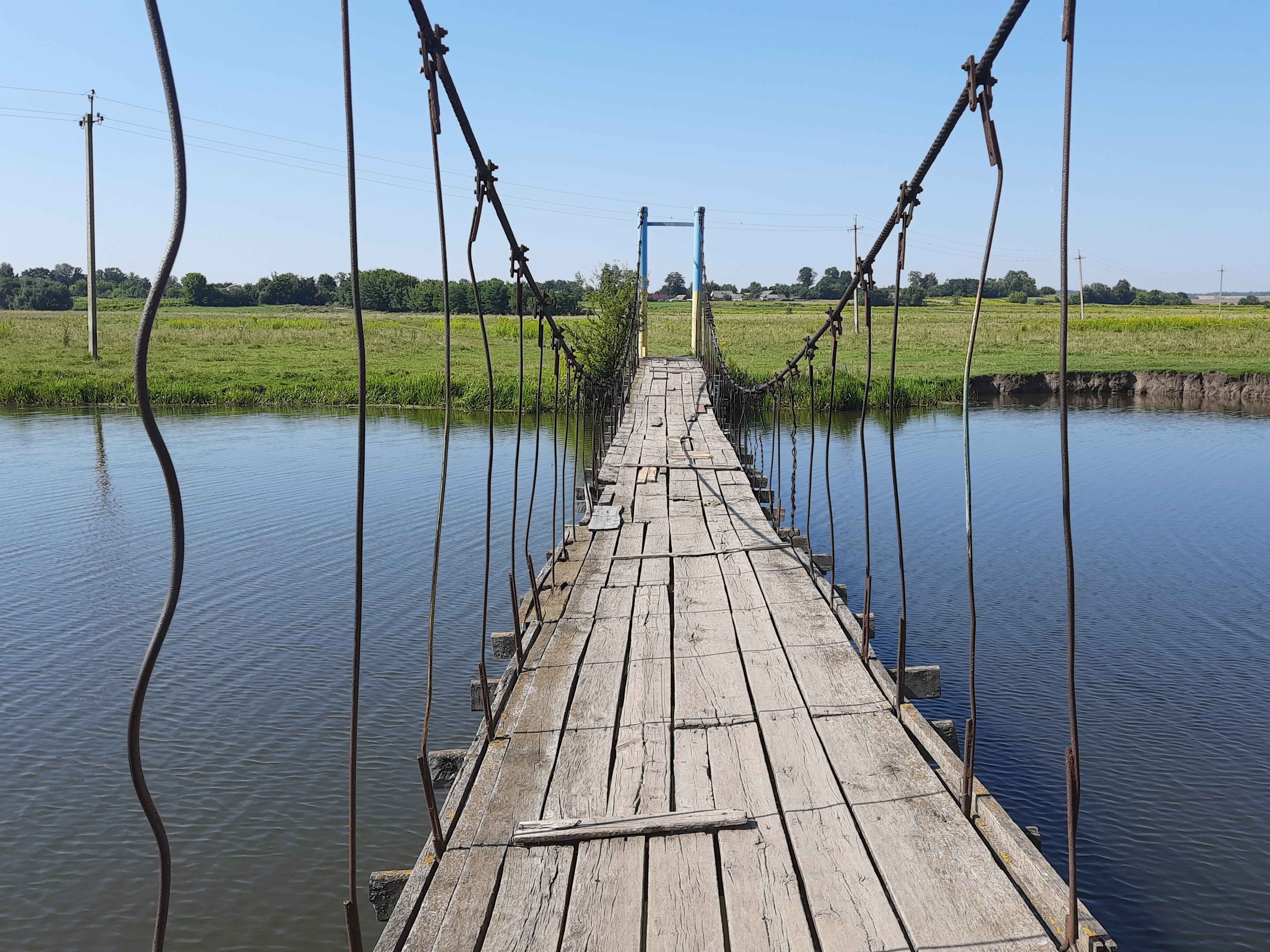
Кладка через річку Горинь